# Oporinia unicinctata
Oporinia unicinctata là một loài bướm đêm trong họ Geometridae.